# Жан Жиро (художник)
Жан Жиро́ (фр. Jean Giraud; *8 травня 1938, Ножан-сюр-Марн, Франція — †10 березня 2012, Париж) — французький художник, автор коміксів. Також відомий під псевдонімом Мебіус.

## Біографія
Жан Жиро народився в містечку Ножан-сюр-Марн, передмісті Парижу. Перший комікс Frank et Jeremie намалював у 18 років. У 1961 році став учнем бельгійського художника Jijé. У 1963 році разом з бельгійським сценаристом Жаном-Мішелем Шарльє створив перший комікс з циклу про лейтенанта Блюберрі, який виходить досі. Псевдонім «Мебіус» Жиро вигадав у 1963 році, коли звернувся до фантастики. Він співпрацював з британським журналом «Нові світи», який редагував Майкл Муркок, ілюстрував книги Муркока, Семюеля Ділені, Філіпа Діка, Роджера Желязни.
У 1975 році Жиро заснував журнал «Метал, що кричить». У 1980-х вони разом з іспанським письменником і режисером Алехандро Ходоровським створюють цикл коміксів «Інкал», який публікувався в «Металі, що кричить». 
В кінці 1970-х Жиро прийшов в кіно. У фільмах «Чужий» (1979) і «Той, хто біжить по лезу» (1982) він працював з режисером Рідлі Скоттом. Він створював дизайн костюмів для кіберпанківського фільму «Трон» (1982). У мультфільмі «Володарі часу» (1982) Жиро виступив не лише як художник, але і як сценарист. У 1989 році Жиро брав участь в створенні японського англомовного мультфільму «Маля Немо» і фільму Джеймса Кемерона «Безодня». 
В середині 1990-х повернувся в кіно, при цьому був зайнятий в «Космічному джемі» і «П'ятому елементі». На початку 2000-х Жиро став одним з трьох учасників італійського проекту по ілюстрації «Божественної комедії», він малював ілюстрації до «Раю». У 2003 році вийшов мультсеріал «Арзак», створений Жиро за власним коміксом середини 1970-х. 
Також Жиро — друг японського мультиплікатора Хаяо Міядзаки, він навіть назвав свою дочку Навсикая на честь однієї з героїнь Міядзаки.

## Комікси
- 1963 — суч. час — Blueberry (художник)
- 1975—1976 — Arzach (автор и художник)
- 1981—1988 — Інкал / l'Incal (художник)
- 1988—1989 — Silver Surfer: Parable (художник)

## Фільмографія
- 1979 — Чужий / Alien (художник)
- 1982 — Той, хто біжить по лезу / Blade Runner (дизайнер костюмів; в титрах не вказаний)
- 1982 — Володарі часу / Les Maîtres du temps (художник, сценарист)
- 1982 — Трон / TRON (художник)
- 1987 — Володарі Всесвіту / Masters of the Universe (художник)
- 1988 — Віллоу / Willow (художник)
- 1989 — Маленький Німо: Пригоди в країні снів / Little Nemo: Adventures in Slumberland (художник)
- 1989 — Безодня / The Abyss (художник)
- 1996 — Космічний джем / Space Jam (художник, мультиплікатор)
- 1997 — П'ятий елемент / The Fifth Element (художник)
- 2003 — Арзак / Arzak Rhapsody (режисер, сценарист, художник, актор)
- 2004 — Блуберрі / Blueberry (сценарист)
- 2005 — Зоряна битва: Крізь простір і час / Thru the Moebius Strip (сценарист, продюсер, художник)
- 2009 — Strange Frame: Love & Sax (художник)